# 吳景亶
吳景亶（1598年—1646年），字漆生，號嶧山，浙江湖州府歸安縣人，明朝、南明政治人物。

## 生平
吳景亶是萬曆四十七年進士吳時亮之子，服侍母親至孝，崇禎六年（1633年）癸酉科應天鄉試第一百二十四名舉人，十三年（1640年）中式庚辰科會試第九名，三甲第四十八名進士。通政司觀政，授新昌縣知縣。當時流寇蹂躪袁州及瑞州，他捐俸三千金修城，又獲撫軍任命前往討伐，數月後招降首領盧錦三，去官時拿出千金填補積欠賦稅。
崇禎十七年（1644年）獲弘光帝起為禮部主事，升員外郎，請求開館設局，修《三朝實錄》。弘光元年（1645年）五月南京失陷，閏六月與王期昇、俞時芳奉避居太湖西山的通城王後裔朱盛澂起兵，杭州投降清朝時金有鑑起兵收復歸安，由朱景亶鎮守，繼而進攻長興不克，隆武二年（1646年）正月在長興西門兵敗，金有鑑戰死，吳景亶棄守歸安，後被擒，嚼舌自盡而死。

## 引用
1. ↑  《崇禎十三年庚辰科進士三代履歷》：吴景亶。曾祖仕谟，上林苑录事，赠山西提学参政。祖世裕，儒学训导，封山西提学参政。父时亮，己未进士，见陞广东按察使。峄山。《诗》四房。戊戌年正月二十九日生。浙江湖州府归安县人。癸酉一百二十四名，会试九名，三甲四十八名。通政司观政，本年授江西新昌知县。
2. 1 2  錢海岳《南明史·卷八十四·列傳第六十》：南京亡，（王期昇）與吳景亶起兵西山……吳景亶，字漆生，歸安人。父時亮，舉於鄉，官僉事，南京亡，年八十餘，命景亶起兵。景亶，崇禎十三年進士。授新昌知縣。流寇縱橫，捐俸三千金修城。寇至，單騎招降其渠盧錦三。去任日，出千金完逋賦。遷禮部主事、員外郎，請開館設局，修《三朝實錄》。杭州降，與金有鑑起兵復湖州，進軍呂山。兵敗，被執嚼舌死。
3. ↑  《林蕙堂全集·卷一》：〈峴山逸老會記〉：……而主人則方伯吳君時亮令嗣儀部景亶……
4. ↑  同治《湖州府志·卷十二·選舉表 舉人一》：崇禎六年癸酉（舉人）……吳景亶 詳進士
5. ↑  錢海岳《南明史·卷二十七·列傳第三》：盛澂，字青潮，通城王裔。弘光時，授劍州知州，未赴。南京亡，與弟將軍盛濂、盛漋避於太湖西山，易姓林氏。閏六月十八日西山人蔡永新，任俠好義，與王期昇、吳景亶及故嘉湖道弟辰州俞時芳等奉之起兵，稱通城王。
6. ↑  同治《湖州府志·卷七十二·人物傳 政績二》：吳景亶，字漆生，號嶧山，歸安人，崇禎十三年進士。知新昌縣，鄰邑山寇竊發，擁眾袁瑞間，所在響應，撫軍素知景亶，任以督兵進討；景亶毅然身任，不數月殲其魁，餘眾悉解，全省晏然。以賢能薦授禮部主事，陞員外郎 彭始《吳嶧山傳》，去任之日捐千金輸地方逋糧，未幾致政歸，事母終身孺慕，年七十餘卒。 胡志